# Heinrich von Krauss

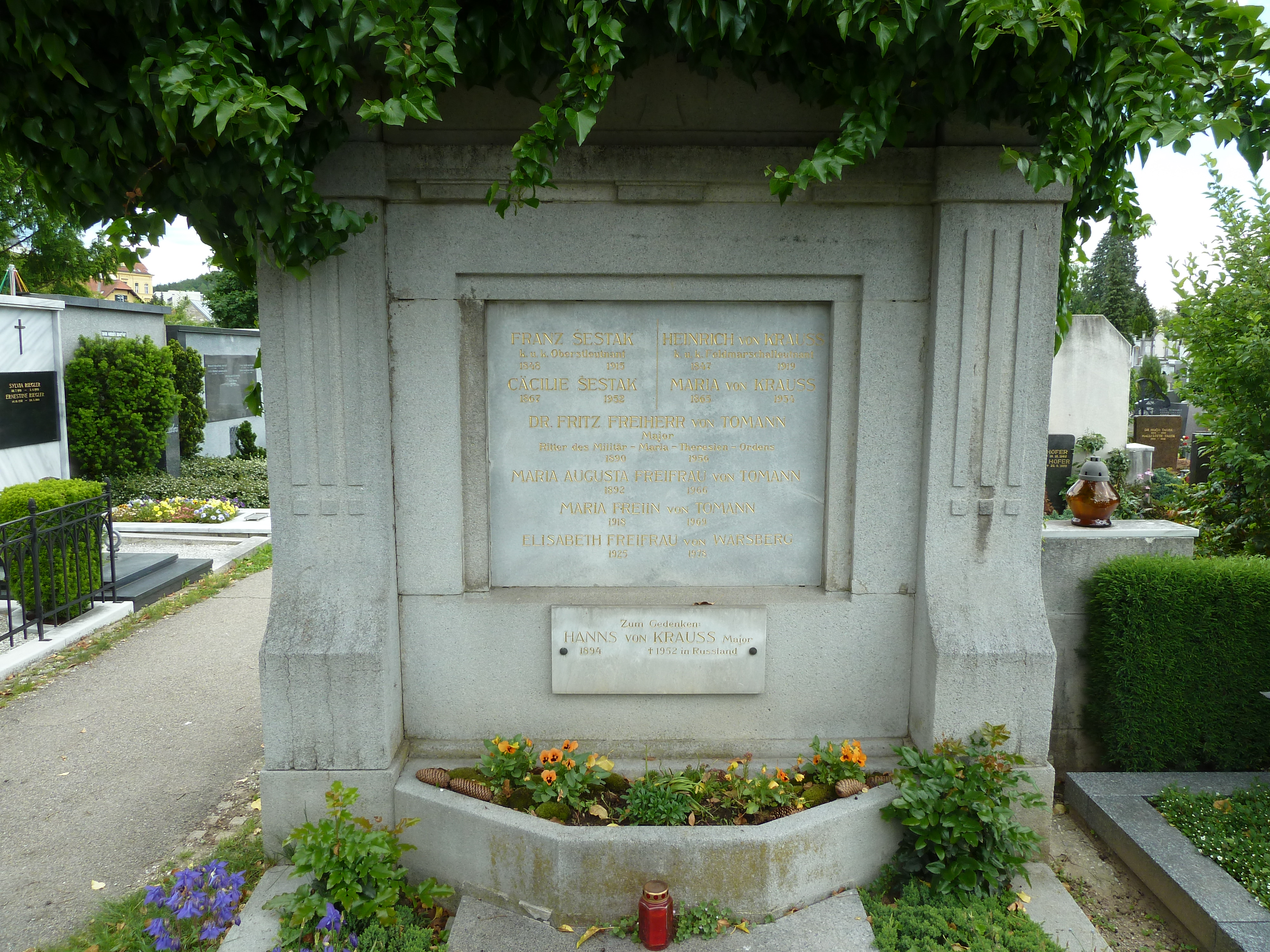
Grabmal Heinrich von Krauss am Friedhof Graz-St. Leonhard

Heinrich von Krauss; (auch Heinrich von Krauß; * 1847; † 15. Jänner 1919 in Graz) war ein Feldmarschallleutnant in der österreichisch-ungarischen Armee.

## Werdegang
Er wurde am 1. November 1907 zum Generalmajor befördert und am 1. Mai 1909 im Alter von 62 Jahren pensioniert. Am 26. Februar 1912 wurde er mit dem Titel Feldmarschallleutnant belohnt. Er lebte in Graz und ist auf dem St.-Leonhard-Friedhof beigesetzt.